# Chlidichthys bibulus
Chlidichthys bibulus är en fiskart som först beskrevs av Smith, 1954.  Chlidichthys bibulus ingår i släktet Chlidichthys och familjen Pseudochromidae. Inga underarter finns listade i Catalogue of Life.